# Obia tenebrosa
Obia tenebrosa är en insektsart som beskrevs av William Lucas Distant 1887. Obia tenebrosa ingår i släktet Obia och familjen lyktstritar. Inga underarter finns listade i Catalogue of Life.